# Fosse no 15 - 15 bis des mines de Lens
La fosse no 15 - 15 bis dite Saint-Maurice ou Maurice Tilloy de la Compagnie des mines de Lens est un ancien charbonnage du Bassin minier du Nord-Pas-de-Calais, situé à Loos-en-Gohelle. Les travaux commencent le 27 novembre 1905 pour le premier puits, et en 1905 ou le 23 octobre 1907 pour le puits no 15 bis, destiné à l'aérage. La fosse commence à extraire en fin d'année 1907. Ses deux chevalements jumeaux, hauts de 75 mètres, sont uniques dans le bassin minier. Des cités sont bâties près de la fosse. Les terrils nos 78 et 78A sont édifiés au sud du carreau de fosse, le second est un cavalier minier situé au nord de la fosse no 12. La fosse no 15 - 15 bis est détruite durant la Première Guerre mondiale. Elle est reconstruite dans le style architectural des mines de Lens d'après-guerre. Elle est rattachée le 1er octobre 1937 à la fosse no 12, et cesse d'extraire, mais continue d'assurer le service et l'aérage.
La Compagnie des mines de Lens est nationalisée en 1946, et intègre le Groupe de Lens. En 1952, ce dernier fusionne avec le Groupe de Liévin pour former le Groupe de Lens-Liévin. Le puits no 15 est comblé en 1962, le puits no 15 bis ne l'est que dix ans plus tard, il a entretemps servi à l'entrée d'air pour la fosse no 12 puis pour la fosse no 11 - 19. Les installations de surface, dont les chevalements, sont détruits en 1976. Le terril plat no 78 est exploité.
Toutes les cités sont détruites. Au début du XXIe siècle, Charbonnages de France matérialise les têtes des puits nos 15 et 15 bis. Les terrils sont des espaces verts.

## La fosse

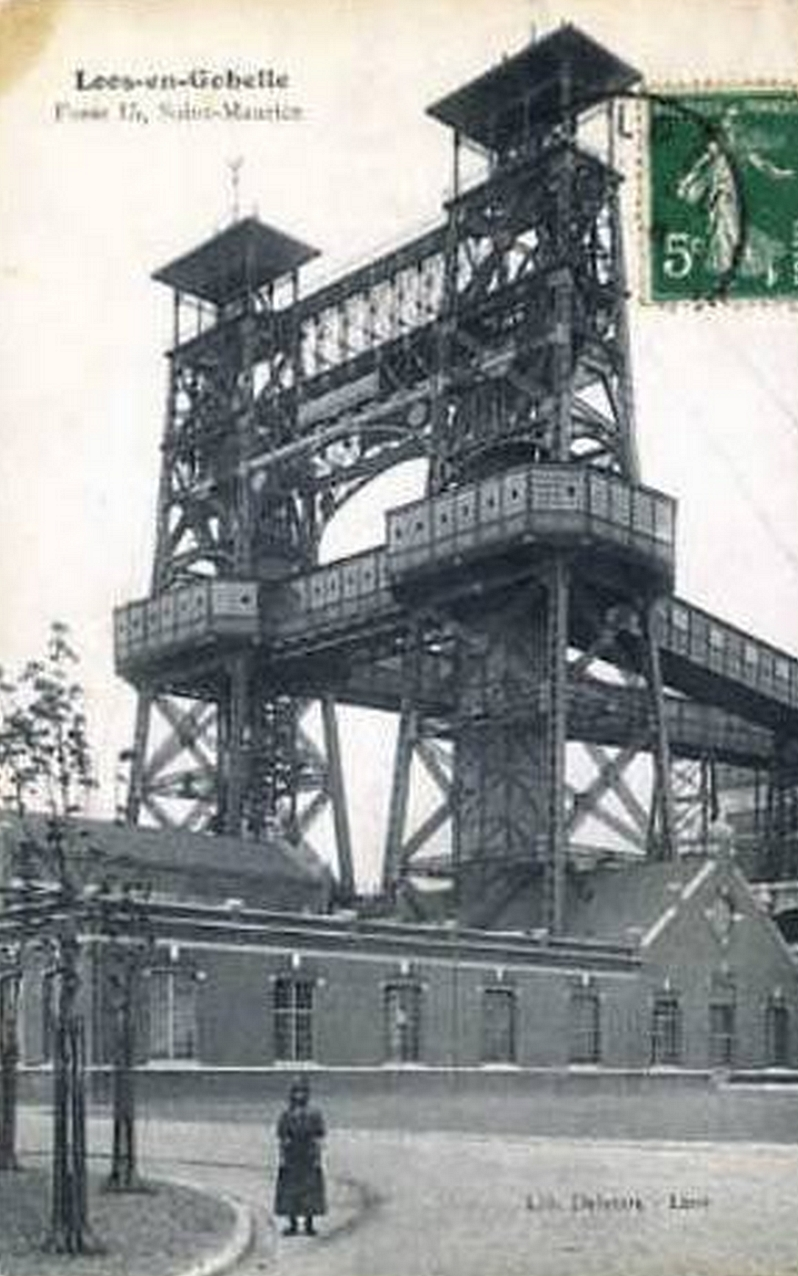
La fosse no 15 - 15 bis et son chevalement haut de 75 mètres avant la Première Guerre mondiale.

### Fonçage
La fosse no 15 est commencée en 1907 à une centaine de mètres de la mairie de Loos-en-Gohelle, en plein cœur de la commune. Le fonçage du puits d'extraction no 15 est commencé le 27 novembre. Le fonçage du puits no 15 bis, destiné à l'aérage, commence en 1905 ou le 23 octobre 1907, à 25 mètres au sud-ouest.
Les deux puits sont foncés par le procédé de congélation, au diamètre utile de 4,80 mètres. Ils sont cuvelés de leur orifice jusqu'à 82 mètres,.
La fosse est baptisée Saint-Maurice en l'honneur de Maurice Tilloy.

### Exploitation
La fosse no 15 commence à extraire le 23 octobre 1907, alors qu'est commencé le puits d'aérage. Elle est équipée de deux chevalements jumeaux, hauts de 75 mètres, et uniques dans le bassin minier.
La fosse est détruite durant la Première Guerre mondiale,. Elle est reconstruite dans le style architectural des mines de Lens d'après-guerre. Les deux chevalements jumeaux n'auront existé qu'une dizaine d'années, la fosse est désormais d'une architecture similaire aux autres. La fosse no 15 - 15 bis cesse d'extraire le 1er octobre 1937, date à laquelle elle est rattachée à la fosse no 12, sise dans la même commune, à 1 305 mètres au sud-sud-est. Les fosses nos 14 et 14 bis le sont l'année suivante.
La Compagnie des mines de Lens est nationalisée en 1946, et intègre le Groupe de Lens. En 1952, ce dernier fusionne avec le Groupe de Liévin pour former le Groupe de Lens-Liévin. Le puits no 15, profond de 297 mètres, est comblé en 1962. Le puits no 15 bis quant à lui assure l'entrée d'air de la fosse no 15, puis de la fosse no 11 - 19 jusqu'en 1972. Cette dernière est également sise à Loos-en-Gohelle, à 1 589 mètres au sud-sud-ouest. Le puits no 15 bis, profond de 527 mètres, est alors remblayé. Les installations de surface sont détruites en 1976.

### Reconversion
Au début du XXIe siècle, Charbonnages de France matérialise les têtes des puits nos 15 et 15 bis. Le BRGM y effectue des inspections chaque année. Il ne reste rien de la fosse.

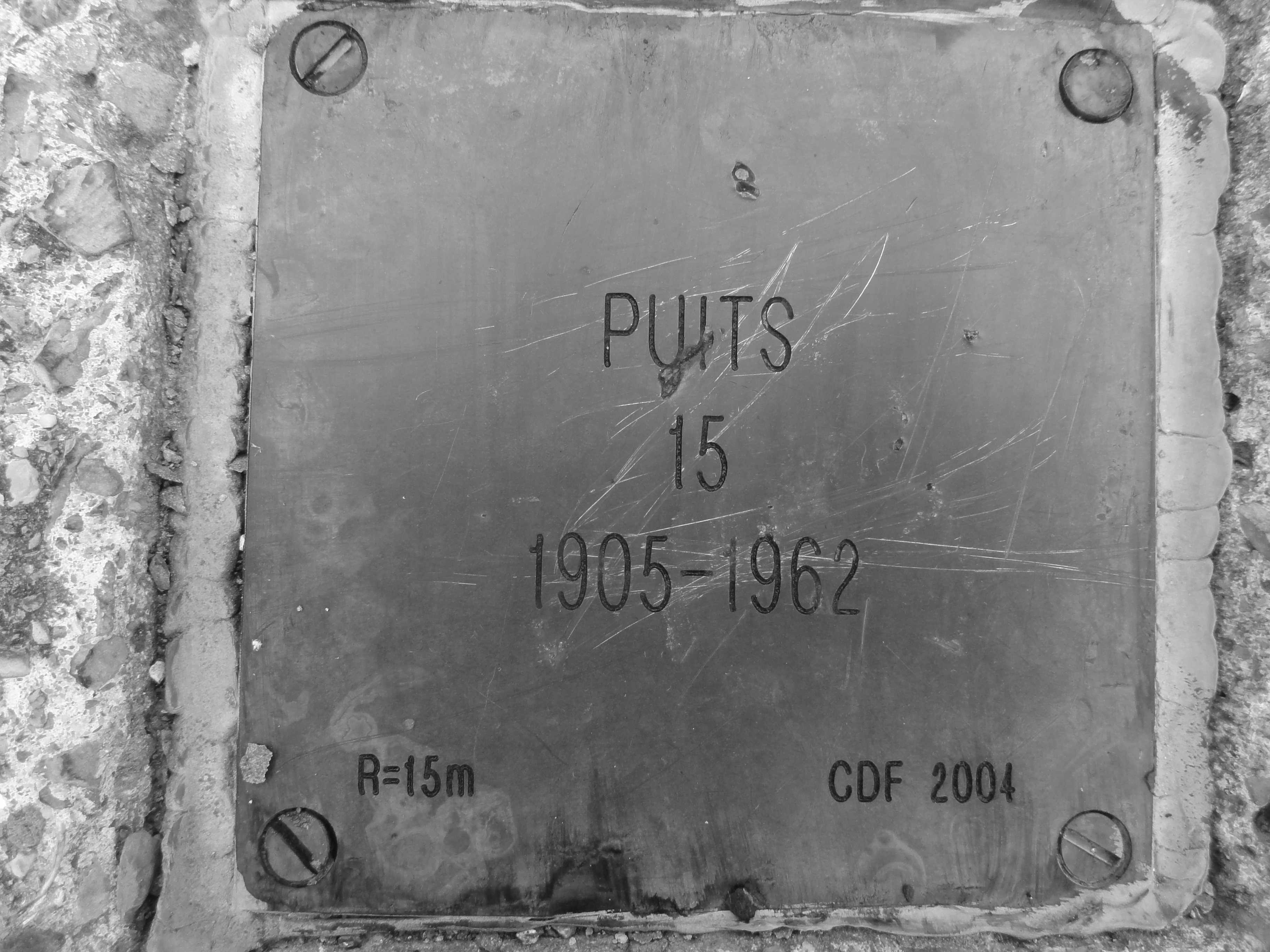
Puits no 15, 1905 - 1962.
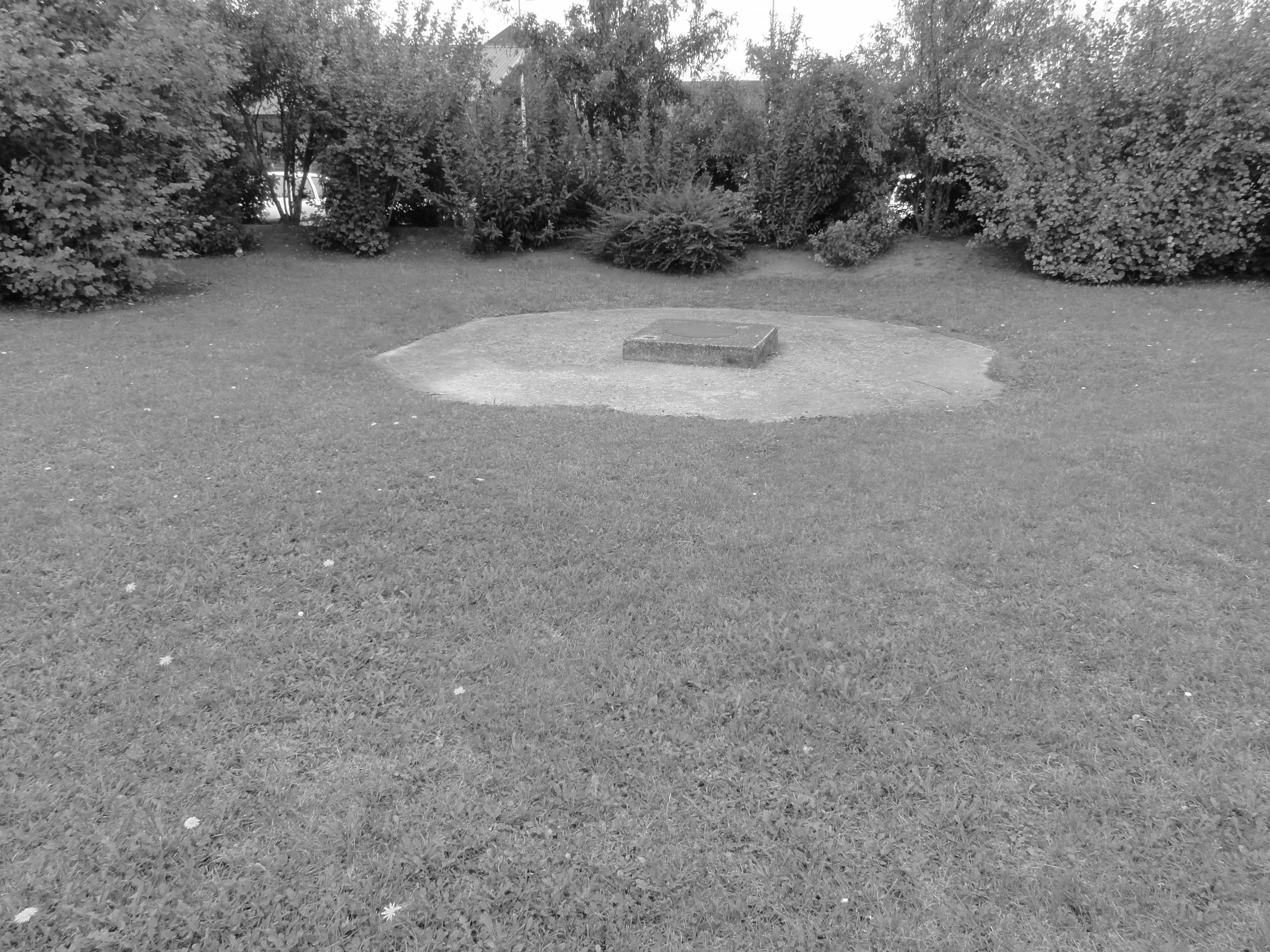
Le puits no 15 dans son environnement.
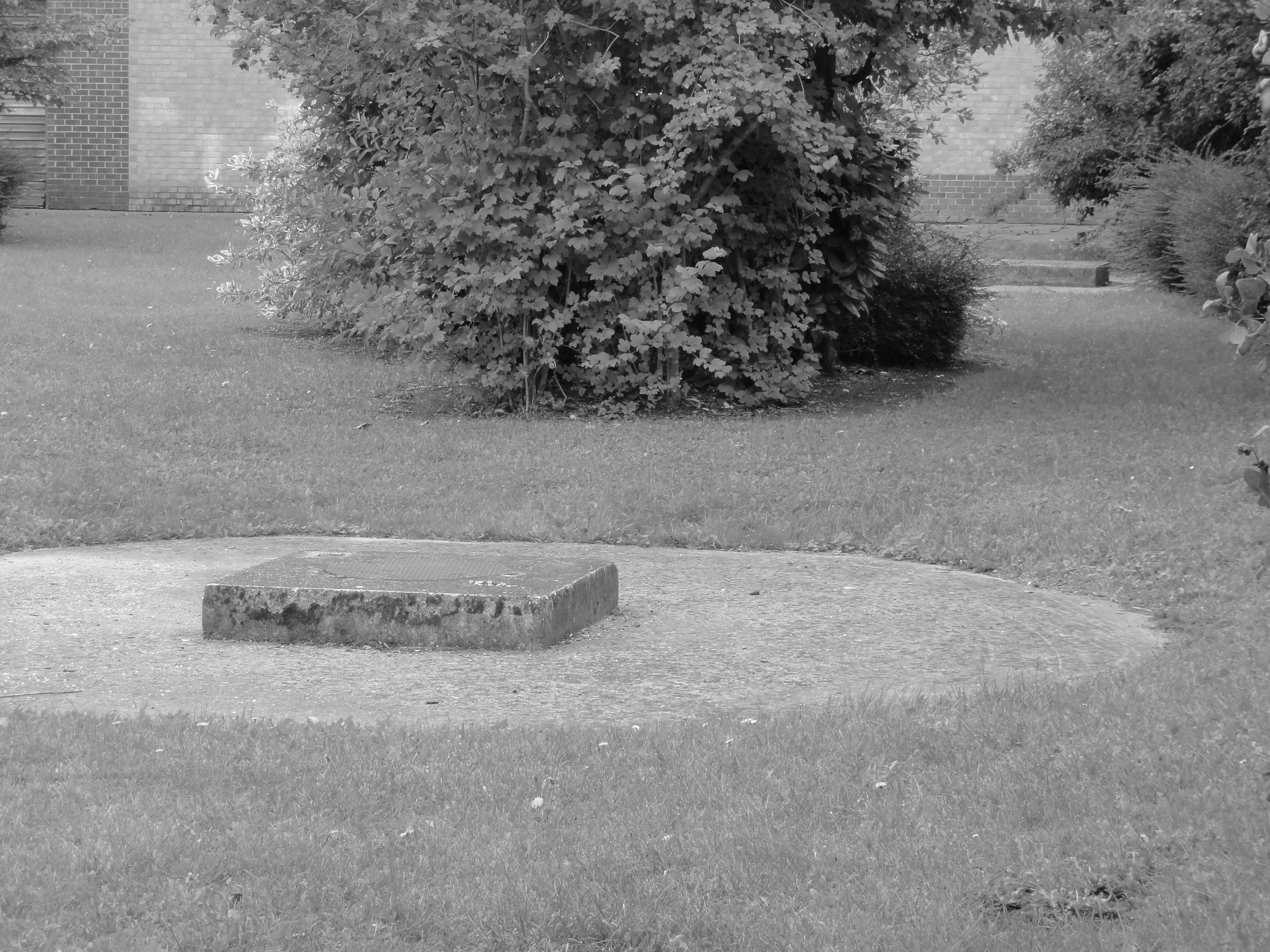
Le puits no 15 dans son environnement, le puits no 15 bis est en arrière-plan.
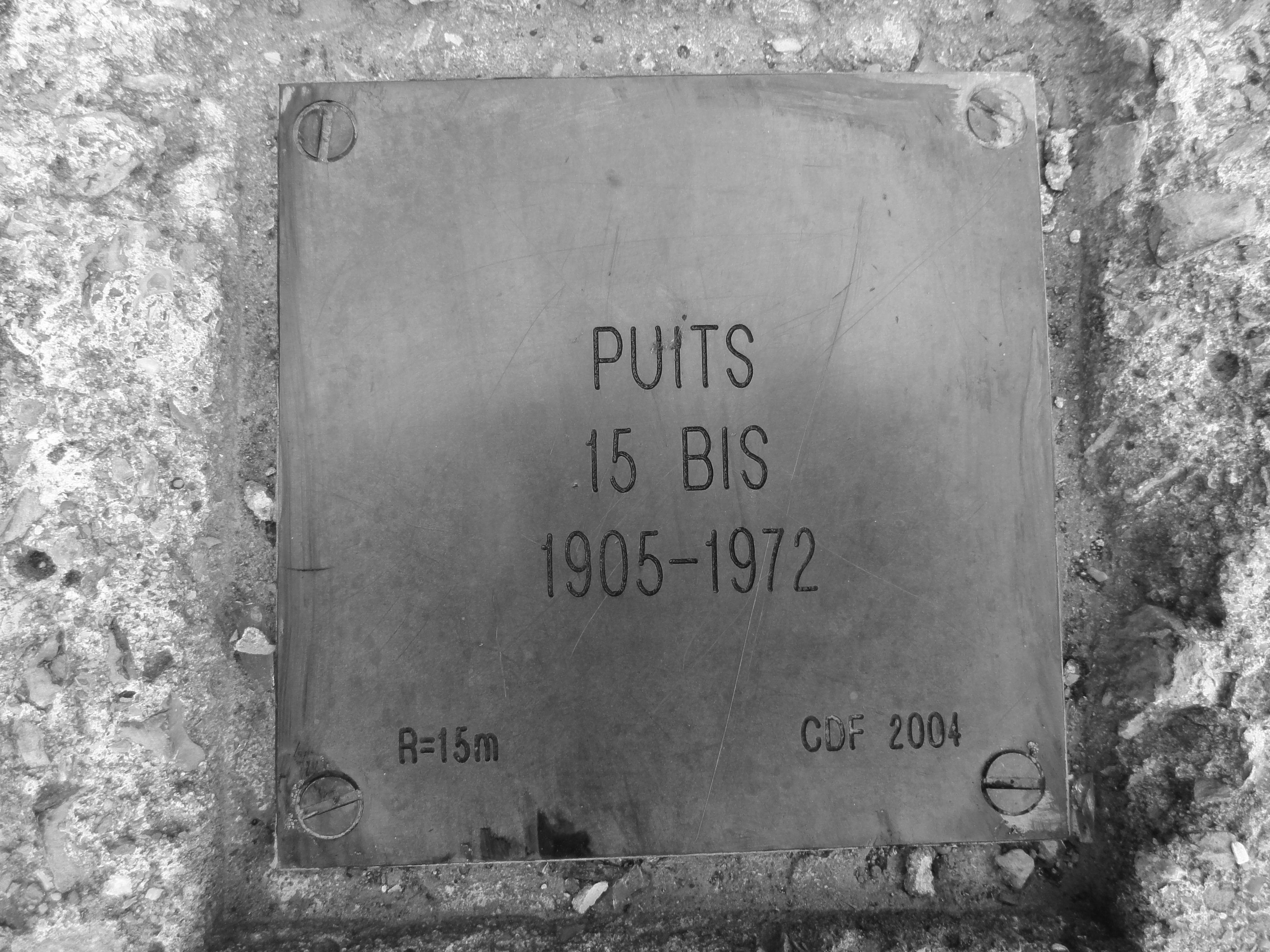
Puits no 15 bis, 1905 - 1972.
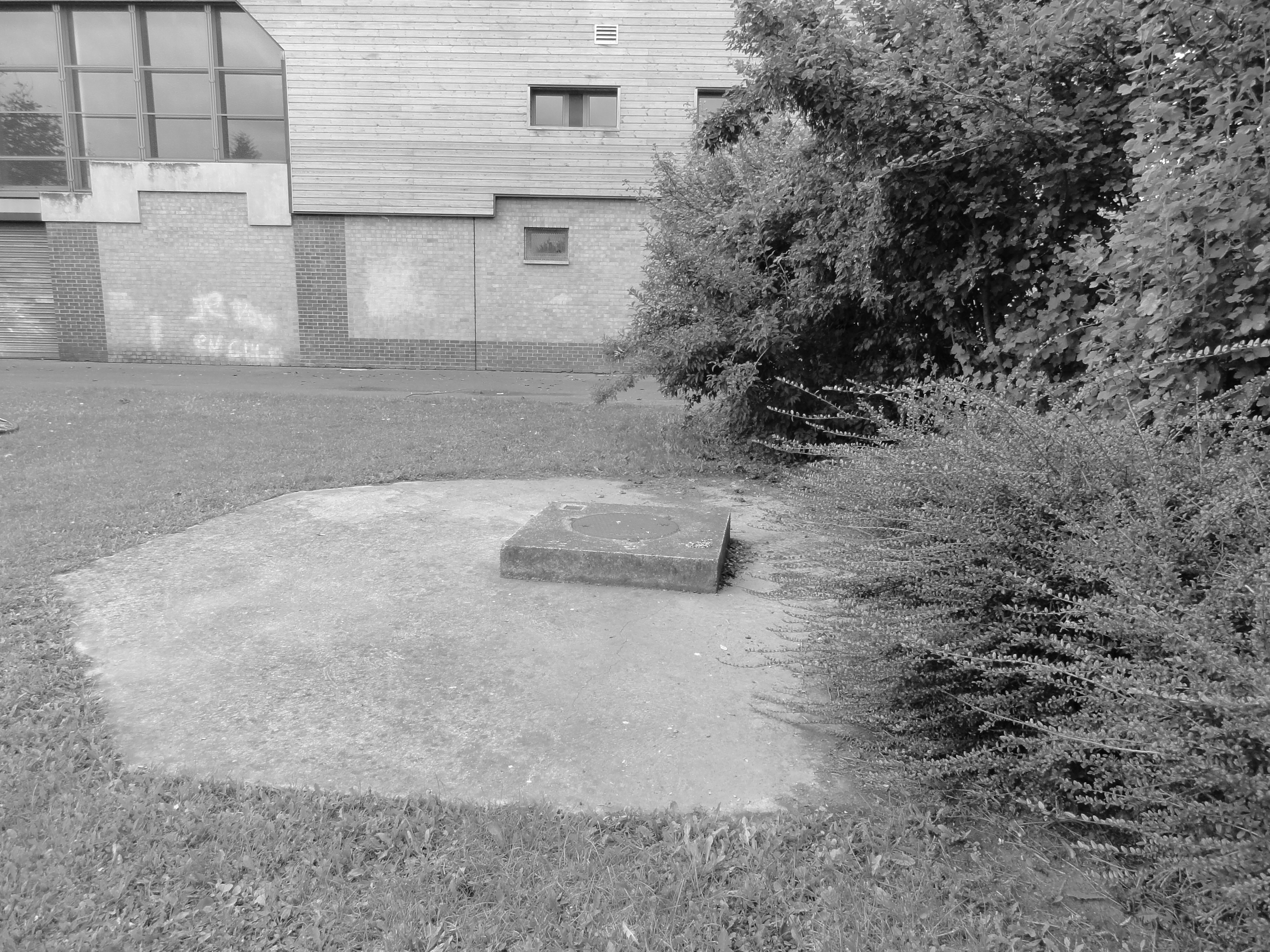
Le puits no 15 bis dans son environnement.
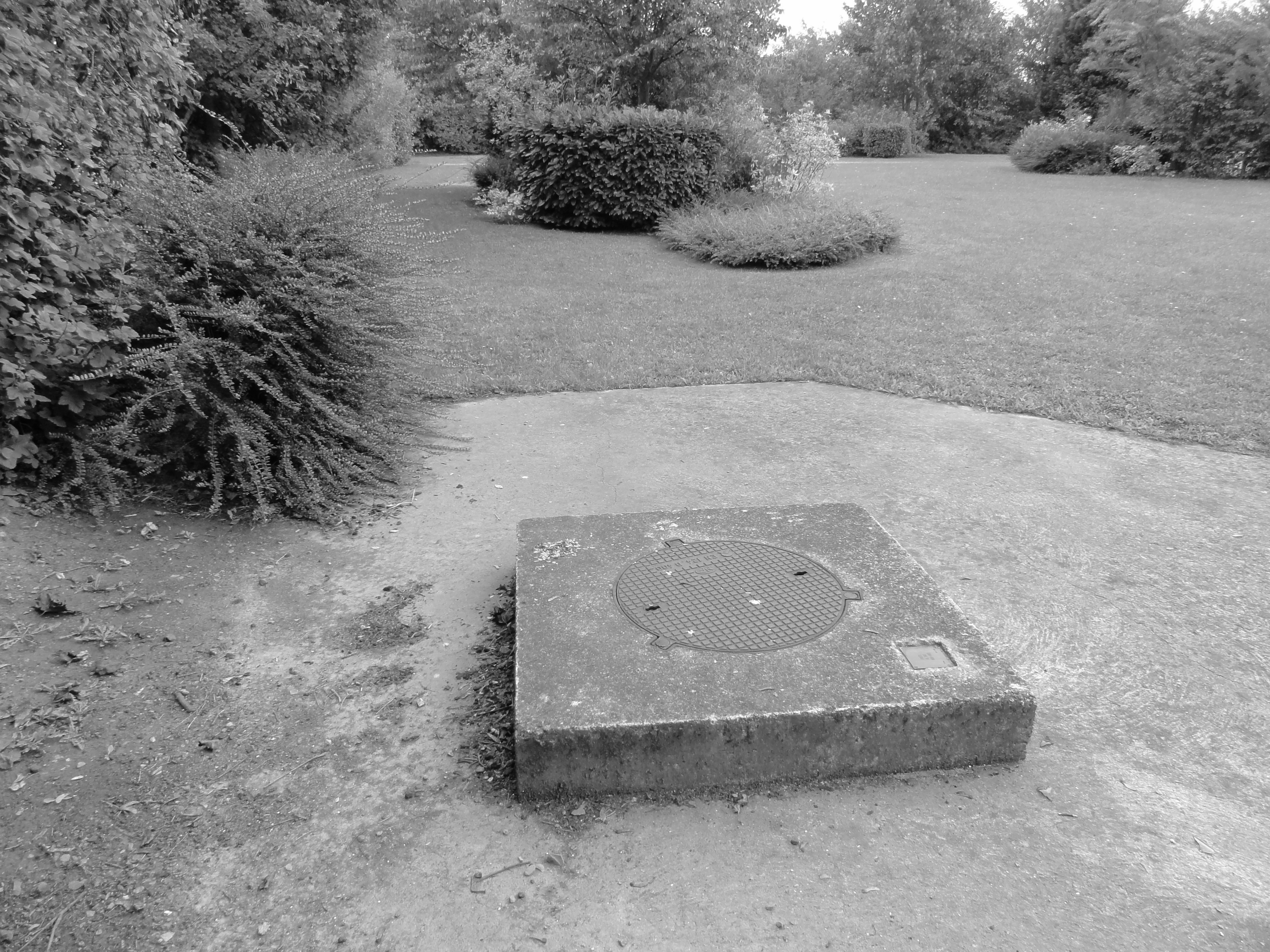
Le puits no 15 bis dans son environnement.

## Les terrils
Deux terrils résultent de l'exploitation de la fosse.

### Terrilno78, 15 de Lens
50° 27′ 11″ N, 2° 48′ 03″ E

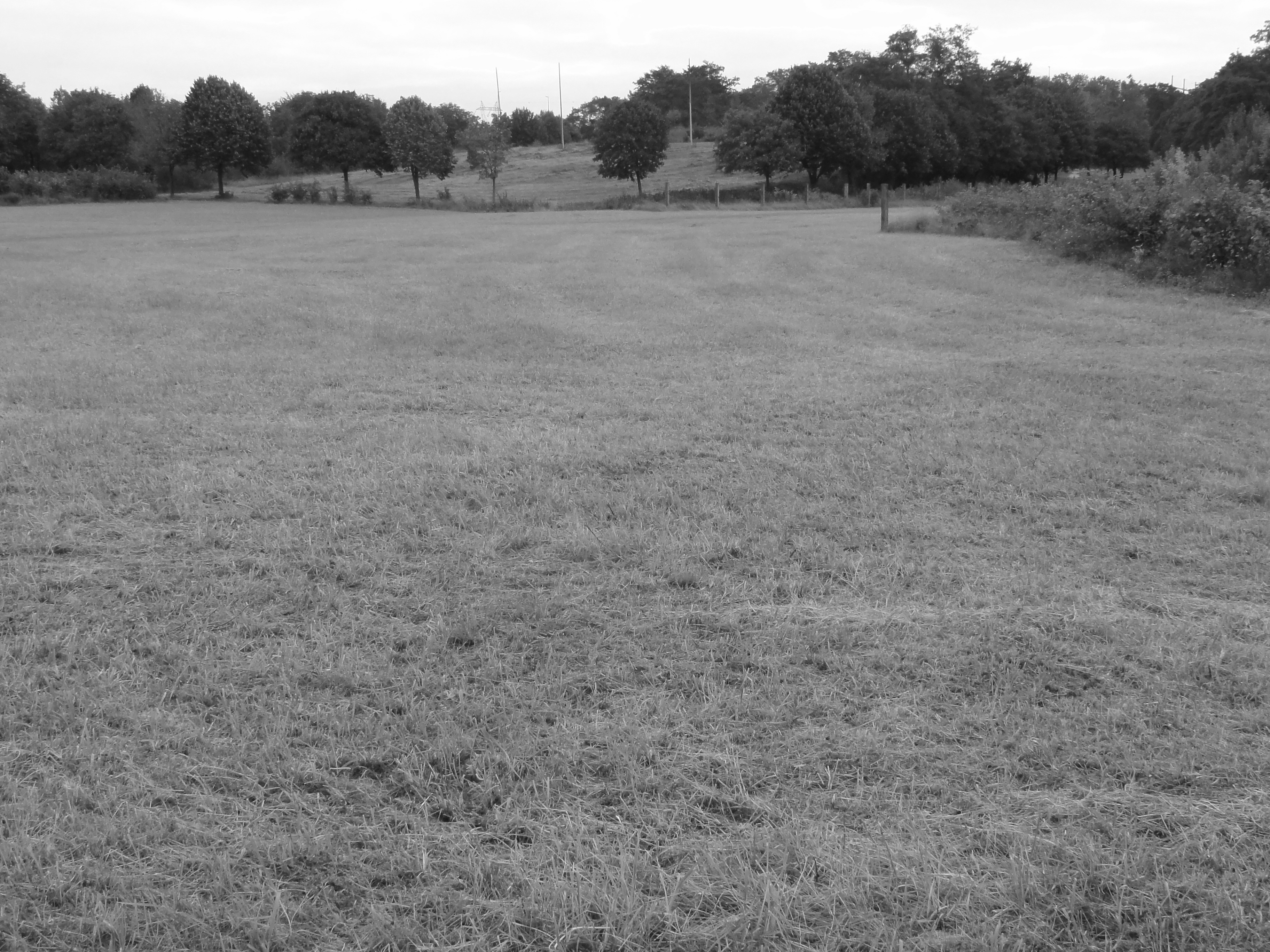
Le terril 15 de Lens.

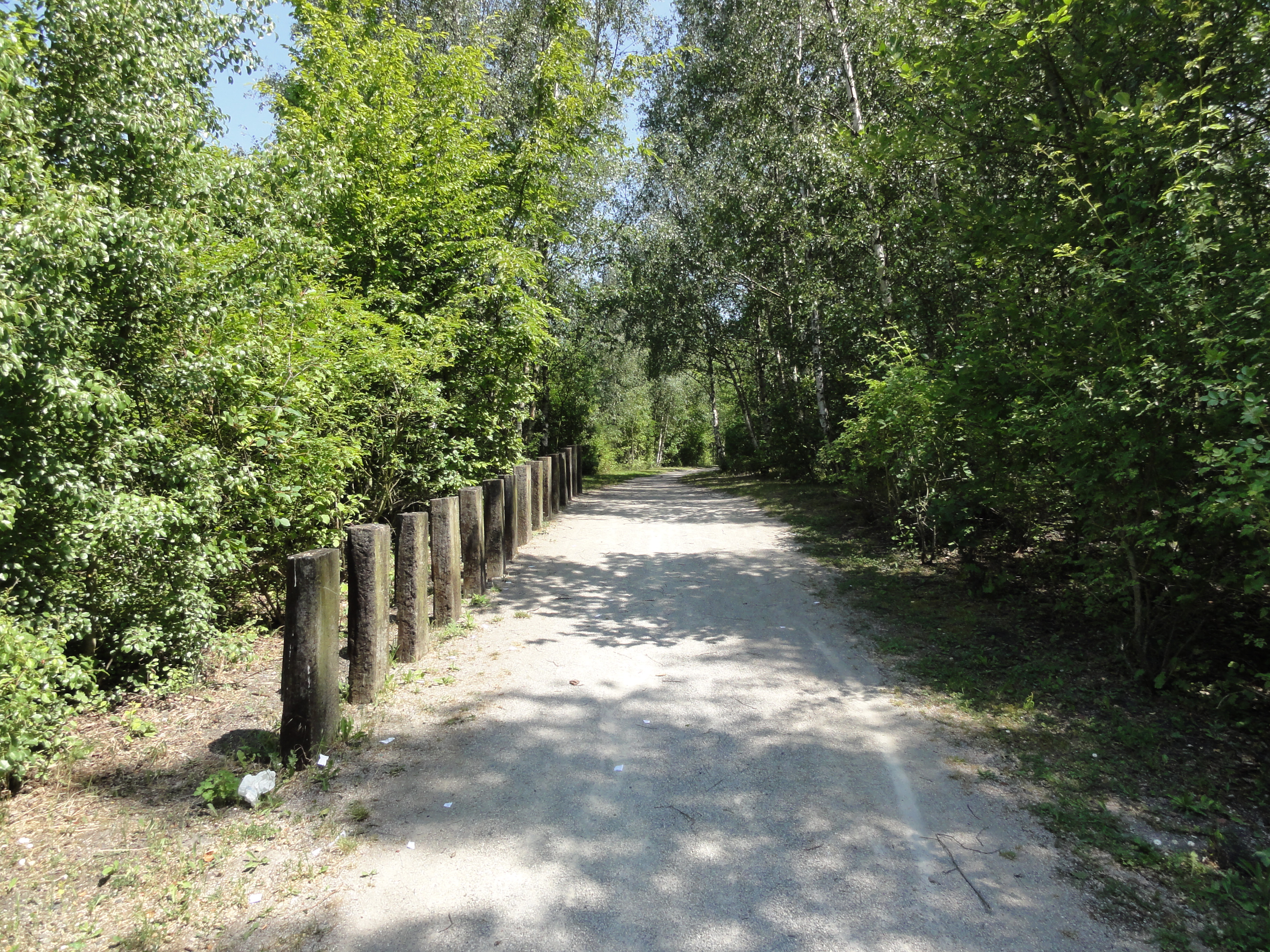
Le terril cavalier du 15 de Lens.

Le terril no 78, situé à Loos-en-Gohelle, est le terril plat de la fosse no 15 - 15 bis des mines de Lens. Initialement haut de quatorze mètres, il a été exploité, il n'en subsiste que la base.

### Terrilno78A, Cavalier du 15 de Lens
50° 26′ 56″ N, 2° 48′ 18″ E
Le terril no 78A, situé à Loos-en-Gohelle, est le terril cavalier à partir duquel naît l'embranchement vers la fosse no 15 - 15 bis des mines de Lens. Dans les faits, il est situé juste au nord de la fosse no 12. Il est entièrement boisé.

## Les cités
Des cités ont été bâties à proximité de la fosse, mais elles ont toutes été détruites.